# Georges Kourieh
Jerzy (imię świeckie Georges Kourieh) – duchowny Syryjskiego Kościoła Ortodoksyjnego, od 2017 biskup Belgii, Francji i Luksemburga. Sakrę biskupią otrzymał 29 czerwca 2015.